# Baguer-Morvan
Baguer-Morvan is een gemeente in het Franse departement Ille-et-Vilaine in de regio Bretagne. De plaats maakt deel uit van het arrondissement Saint-Malo. Baguer-Morvan telde op 1 januari 2022 1.697 inwoners.

## Geografie
De oppervlakte van Baguer-Morvan bedroeg op 1 januari 2022 23,11 vierkante kilometer; de bevolkingsdichtheid was toen 73,4 inwoners per km².

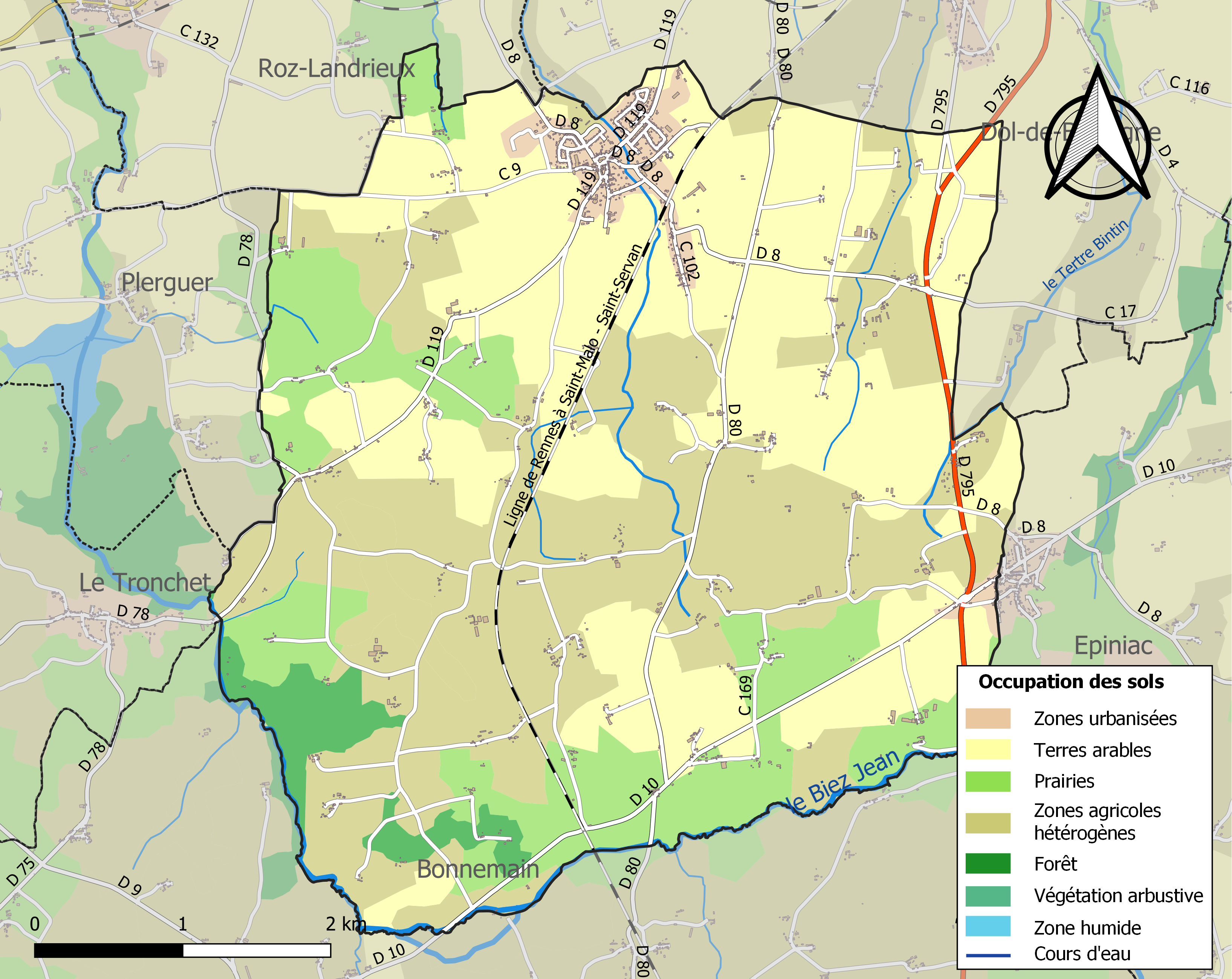
Kaart van de gemeente met belangrijkste infrastructuur, bodemgebruik en omliggende gemeenten

## Demografie
Onderstaande figuur toont het verloop van het inwonertal, bron: INSEE-tellingen. 